# Сидар (округ, Небраска)
Сидар (англ. Cedar County) — округ в штате Небраска, США. Административный центр округа — город Хартингтон. По данным переписи за 2010 год число жителей округа составляло 8852 человек.
В системе автомобильных номеров Небраски округ Сидар имеет префикс 13.

## История
В 1854 году закон Канзас-Небраска открыл территории современного округа для заселения. Округ был образован в 1857 году и назван в честь большого числа кедров, произраставших на этой территории.

## Население
| Год переписи | Нас.  |  | %±     |
| ------------ | ----- |  | ------ |
| 1860         | 246   |  | —      |
| 1870         | 1032  |  | 319,5% |
| 1880         | 2899  |  | 180,9% |
| 1890         | 7028  |  | 142,4% |
| 1900         | 12467 |  | 77,4%  |
| 1910         | 15191 |  | 21,8%  |
| 1920         | 16225 |  | 6,8%   |
| 1930         | 16427 |  | 1,2%   |
| 1940         | 15126 |  | −7,9%  |
| 1950         | 13843 |  | −8,5%  |
| 1960         | 13368 |  | −3,4%  |
| 1970         | 12192 |  | −8,8%  |
| 1980         | 11375 |  | −6,7%  |
| 1990         | 10131 |  | −10,9% |
| 2000         | 9615  |  | −5,1%  |
| 2010         | 8852  |  | −7,9%  |
| 2016         | 8671  |  | −2%    |

В 2010 году на территории округа проживало 8852 человек (из них 50,8 % мужчин и 49,2 % женщин), насчитывалось 3539 домашних хозяйства и 2480 семей. Расовый состав: белые — 98,3 %, афроамериканцы — 0,1 %, коренные американцы — 0,2 % и представители двух и более рас — 0,7 %. 1,3 % населения были латиноамериканцами.
Население округа по возрастному диапазону по данным переписи 2010 года распределилось следующим образом: 25,4 % — жители младше 18 лет, 2,9 % — между 18 и 21 годами, 51,3 % — от 21 до 65 лет и 20,4 % — в возрасте 65 лет и старше. Средний возраст населения — 44,4 лет. На каждые 100 женщин в Сидаре приходилось 103,4 мужчин, при этом на 100 совершеннолетних женщин приходилось уже 100,9 мужчин сопоставимого возраста.
Из 3539 домашних хозяйств 70,1 % представляли собой семьи: 62,4 % совместно проживающих супружеских пар (24,2 % с детьми младше 18 лет); 4,7 % — женщины, проживающие без мужей и 3,0 % — мужчины, проживающие без жён. 29,9 % не имели семьи. В среднем домашнее хозяйство ведут 2,46 человека, а средний размер семьи — 3,02 человека. В одиночестве проживали 27,4 % населения, 14,1 % составляли одинокие пожилые люди (старше 65 лет).

## Экономика
В 2015 году из 6789 трудоспособных жителей старше 16 лет имели работу 4584 человек. В 2014 году медианный доход на семью оценивался в 68 563 $, на домашнее хозяйство — в 54 391 $. Доход на душу населения — 28 663 $. 5,4 % от всего числа семей в Сидаре и 10,4 % от всей численности населения находилось на момент переписи за чертой бедности.